# Stranger Comes to Town
Stranger Comes to Town (engl. Fremder kommt in die Stadt) ist das elfte Studioalbum von Steve Harley.
Das Musikalbum wurde in der im Osten liegenden Grafschaft Norfolk in der Minderstadt Wymondham aufgenommen. Das Album, das als fünftes Album unter dem Solo-Namen Steve Harley herausgegeben wurde, hat Harley nicht mit der Band Cockney Rebel aufgenommen, sondern mit seiner Tourband. Die Mitglieder dieser Band schrieben auch bei den Songs mit.
Bei dem zehnten und letzten Titel des Albums 2,000 Years From Now sangen bei den Aufnahmen im Hintergrund zehn- und elfjährige Schulkinder der Spooner Row Primary School mit. Nach Harleys Aussage war er im Studio und wollte, dass Kinder im Lied mitsingen, da sich das Lied um die Zukunft des Planeten drehe. Die Schüler waren innerhalb von drei Stunden da, weil sich das Schulgebäude in unmittelbarer Nähe befand. Zwei Stunden später wurden die Aufnahmen erfolgreich beendet.

## Titelliste
1. Faith & Virtue (Steve Harley, Barrie Wickens) – 4:49
2. Take the Men & The Horses Away (Harley, Wickens, James Lascelles, Lincoln Anderson, Stuart Elliott) – 4:10
3. For Sale. Baby Shoes. Never Worn. (Harley) – 4:59
4. Stranger Comes to Town (Harley) – 4:11
5. This Old Man (Harley) – 5:28
6. True Love Will Find You in the End (Daniel Johnson) – 3:45
7. No Bleeding Hearts (Harley) – 7:04
8. Blinded with Tears (Harley, Jim Cregan) – 5:01
9. Before They Crash the Universe (Harley) – 4:30
10. 2,000 Years from Now (Harley, Robbie Gladwell) – 5:40

## Rezeption
Das Album erhielt weitestgehend positive Kritiken. Martin Hutchinson von der Tageszeitung The Bolton News schrieb, dass das Album Steve Harley von seiner besten Seite zeigen würde. Andrew Thomas von der Tageszeitung Lancashire Telegraph empfand das Album als ein auffallendes Set mit drei oder vier herausragenden Liedern. Außerdem sei das Album für ihn willkommen und überraschend gut gewesen. Der Song Before They Crash the Universe sei Bruce Springsteens Musikstil ähnlich. Jimmy Rock von der Webseite www.jimmyrock.de bezeichnet das Album gar als ein Konzeptalbum über den Glauben an das Gute, einen Fremden der kommt und all das Schlechte sieht. Er (der Fremde) versucht Druck auf das Gute im Menschen auszuüben und scheitert am Ende, da der Mensch zu blind ist, das Gute zu sehen.